# 1974 na Coreia do Sul
Esta é uma cronologia dos principais fatos ocorridos no ano de 1974 na Coreia do Sul.

## Incumbentes
- Presidente – Park Chung-hee (1962–1979)
- Primeiro-ministro – Kim Jong-pil (1971–1975)

## Eventos
- 15 de agosto – Tentativa de assassinato ao presidente Park acaba vitimando sua esposa, a primeira-dama Yuk Young-soo

## Nascimentos
- 7 de dezembro – Kang Full, artista de quadrinhos online

## Mortes
- 15 de agosto – Yuk Young-soo, 48, primeira-dama
- 20 de dezembro – Mun Se-gwang, 22, autor da tentativa de assassinato ao presidente Park